# Rajd Liepāja 2016

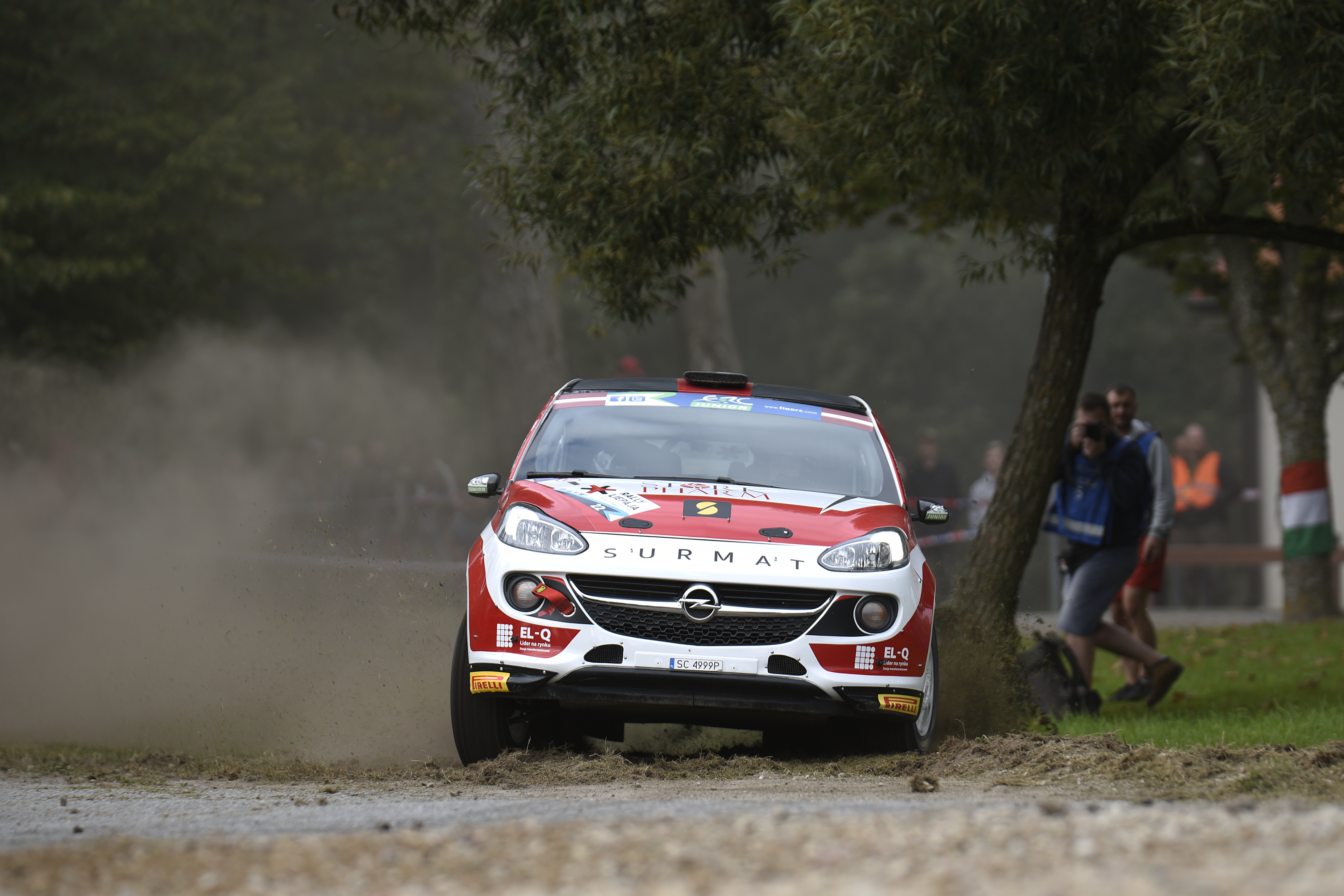
Łukasz Pieniążek podczas Rajdu Lipawy 2016

Rajd Liepāja 2016 (Rally Liepāja 2016) – 4 edycja rajdu samochodowego Rajd Liepāja, rozgrywanego na Łotwie. Rozgrywany był od 16 do 18 września 2016 roku. Bazą rajdu była miejscowość Lipawa. Była to dziewiąta runda Rajdowych Mistrzostw Europy w roku 2016. Do zawodów zgłosiło się 39 załóg, w tym 7 z Polski.

## Wyniki końcowe rajdu[1]
| Miejsce | Kierowca             | Pilot                | Samochód                 | Czas      | Strata  | Pkt ERC |
| ------- | -------------------- | -------------------- | ------------------------ | --------- | ------- | ------- |
| 1       | Ralfs Sirmacis       | Arturs Šimins        | Škoda Fabia R5           | 1:43:11.2 | -       | 25+14   |
| 2       | Aleksiej Łukjaniuk   | Roman Kapustin       | Mitsubishi Lancer Evo X  | 1:44:15.5 | +1:04.3 | 18+12   |
| 3       | Siim Plangi          | Marek Sarapuu        | Mitsubishi Lancer Evo X  | 1:44:59.5 | +1:48.3 | 15+9    |
| 4       | Kajetan Kajetanowicz | Jarosław Baran       | Ford Fiesta R5           | 1:45:36.9 | +2:25.7 | 12+9    |
| 5       | Raimonds Kisiels     | Arnis Ronis          | Škoda Fabia R5           | 1:48:14.9 | +5:03.7 | 10      |
| 6       | Māris Neikšāns       | Anrijs Jesse         | Mitsubishi Lancer Evo IX | 1:49:05.1 | +5:53.9 | 8+1     |
| 7       | Martinš Svilis       | Ivo Pukis            | Mitsubishi Lancer Evo X  | 1:49:05.3 | +5:54.1 | 6+2     |
| 8       | Tomasz Kasperczyk    | Damian Syty          | Ford Fiesta R5           | 1:50:03.3 | +6:52.1 | 4       |
| 9       | Dávid Botka          | Péter Szeles         | Citroën DS3 R5           | 1:50:03.8 | +6:52.6 | 2       |
| 10      | Vytautas Švedas      | Žilvinas Sakalauskas | Mitsubishi Lancer Evo IX | 1:50:14.1 | +7:02.9 | 1       |